# 船越英一郎殺人事件
『芸能生活35周年特別企画 船越英一郎殺人事件』（ふなこしえいいちろうさつじんじけん）は、2018年8月24日にフジテレビ系「金曜プレミアム」で放送されたテレビドラマ。主演は船越英一郎。船越の芸能生活35周年を記念して制作されたスペシャルドラマ。
船越英一郎が本人役で出演する2時間サスペンスの総決算で、船越の歴史が垣間見える作品。なお、船越に限らず、本人役が多数登場するのも特徴である。

## あらすじ
世田谷撮影所で船越英一郎が主人公のテレビドラマシリーズ、東洋テレビドラマ特別企画 船越英一郎・芸能生活35周年記念企画「独身貴族探偵・桜小路優 10」の撮影が行われていた。撮影中、セットの扉を開けると沢村仁志の遺体が倒れ込んできた。遺体が発見されたCスタジオは撮影時密室だった。Cスタジオには撮影関係者、スタッフ、出演者を含め38人がいた。

## キャスト

### 世田谷撮影所のCスタジオにいた容疑者
- 船越英一郎（「独身貴族探偵・桜小路優 10」主人公） - 船越英一郎（本人役）
- 桜庭彩乃（船越英一郎マネージャー） - 夏菜[2]
- 花巻裕也（ハナマキ商会 専務） - 桐山漣[3]
- 海老原勇作（アカイ企画 社長） - 河相我聞
- 三木本新（監督） - 中村靖日
- 源田孝介（喫茶「ゲンさん」マスター） - 木下ほうか
- 柳真奈美（東洋テレビ アシスタントプロデューサー） - 内山理名
- 山村紅葉（「独身貴族探偵・桜小路優 10」出演者） - 山村紅葉（本人役）
- 山下容莉枝（「独身貴族探偵・桜小路優 10」犯人役） - 山下容莉枝（本人役）
- 林泰文（「独身貴族探偵・桜小路優 10」殺され役） - 林泰文（本人役）
- 山田純大（「独身貴族探偵・桜小路優 10」鑑識役） - 山田純大（本人役）

### その他
- 沢村仁志（東洋テレビ チーフプロデューサー） - 相島一之
- 畑山（警視庁南世田谷警察署 刑事） - 小松和重
- 坂本直道（警視庁南世田谷警察署 刑事） - 菊田大輔[4]
- 源田アスカ（源田の娘・芸名「京花アスカ」） - 美山加恋
- 鑑識 - 今野浩喜
- 市川悦子（世田谷撮影所 清掃員） - 角替和枝
- 帝王ホテル 従業員 - 南雲勝郎
- ゴシップ記者 - 山口竜央
- 築山可奈（アナウンサー） - 築山可奈[5]（本人役）
- 世田谷撮影所 警備員 - 山縣有斗
- 街頭インタビューされた女性 - 福島一美
- 東央会中央病院 看護師 - 三江彩花、川野桂子
- ジョガー - 真分喜治、掛川緑
- 萬田久子 - 萬田久子（本人役）
- 吉田鋼太郎 - 吉田鋼太郎（本人役）
- 内藤剛志（情報番組「ゴゴチャ」MC） - 内藤剛志（本人役）
- 北大路欣也（ナビゲーター） - 北大路欣也（本人役）

## スタッフ
- 脚本 - 波多野都
- 脚本協力 - 後藤法子
- 監督 - 猪原達三
- 主題歌 - 菅原紗由理「いつの日も」
- 音響効果 - メディアハウスサウンドデザイン
- VFX - キュー・テック
- ドローン空撮 - ヘキサメディア
- チョークアート - 松下萌子
- 医療指導 - 中澤暁雄、山本昌督
- 警察監修 - 尾崎祐司
- 技術協力 - バル・エンタープライズ、Kカンパニー
- 美術協力 - KHKアート、高津装飾美術
- ポスプロ - アップサイド
- スタジオ - 東京メディアシティ
- フジテレビ編成企画 - 加藤達也
- プロデューサー - 平部隆明、大健裕介、白石裕菜、鈴木俊明
- 制作 - フジテレビ
- 制作著作 - ホリプロ